# Quand l'histoire fait dates
Quand l'histoire fait dates est une émission éducative d'histoire créée en 2017 et diffusée sur Arte. Elle a pour but de traiter de sujets historiques à travers des grandes dates, souvent inscrites dans la mémoire collective. Elle est présentée par l'historien Patrick Boucheron, professeur au Collège de France depuis 2015.
Un livre inspiré de l'émission est paru le 7 octobre 2022 co-édité par Arte et les éditions du Seuil. 

## Description
Chaque épisode est centré autour d'une date ou d'une année, comme 1492 : la fin de la Reconquista, l'expulsion des juifs d'Espagne et la découverte de l'Amérique par Christophe Colomb ou le 20 juin 1789 et le serment du Jeu de Paume,. Des spécialistes des époques concernées interviennent aux côtés du présentateur, Patrick Boucheron,.
Pour ce dernier, l'objectif est d'étudier l'événement sous forme d'enquête, de sa fabrication jusqu'à ses conséquences : « analyser la mémoire d'un événement, c'est analyser la puissance d'actualisation de l'histoire ».

## Épisodes

### Liste des épisodes par saison

#### Saison 1 (2017)
- 1492 : Un nouveau Monde
- 33 : Crucifixion de Jésus
- 6 août 1945 : Hiroshima
- 1347 : La Peste noire
- 1431 : La chute d'Angkor
- 24 septembre 622 : L'an 1 de l'Islam
- 20 juin 1789 : Le Serment du Jeu de paume
- 11 février 1990 : Libération de Nelson Mandela
- Un jour de 79 : La destruction de Pompéi
- 13 juin 323 av. J.-C. : Mort d'Alexandre

#### Saison 2 (2020)
- 21 avril 753 av. J.-C. : La fondation de Rome
- 399 av. J.-C. : Le Procès de Socrate
- 315 : La donation de Constantin
- 751 : Les Arabes s'arrêtent à Talas
- 25 août 1270 : La mort de Saint-Louis
- 29 mai 1453 : La prise de Constantinople
- 14 mai 1610 : L'assassinat d'Henri IV
- 4 juillet 1776 : La déclaration de l'Indépendance américaine
- 1848 : Le Printemps des peuples
- Octobre 1860 : Le sac du Palais d'Été de Pékin

#### Saison 3 (2020)
- 18000 av. J.-C. : La grotte de Lascaux
- 1348 av. J.-C. : L'événement d'Akhenaton
- 52 av. J.-C. : Alésia
- 1000 : L'an mil
- 1324 : Le pèlerinage de Mansa Moussa
- 1526 : Babur s'empare de l'Inde à Panipat
- 7 septembre 1812 : La bataille de Borodino/La Moskova
- 1911 : La conquête du Pôle Sud
- 17 octobre 1961 : Un massacre colonial à Paris
- 11 septembre 1973 : L'autre 11 septembre

#### Saison 4 (2025)
- Le Déluge
- Le 1er mai
- 221 av. J.-C. : Fondation de l'empire chinois
- 212 : L'édit de Caracalla
- 800 : Le couronnement de Charlemagne
- 14 octobre 1066 : La bataille de Hastings
- 1143 : La traduction du Coran
- 1310 : Marguerite Porete est brûlée en place de grève
- 13 août 1521 : La conquête de Mexico
- 1648 : Les traités de Westphalie
- 1720 : La faillite de Law
- 1er janvier 1804 : L'indépendance d'Haïti
- 1816 : Frankenstein
- 1877 : La bataille de Shiroyama
- 30 juin 1936 : Le discours d'Haïlé Sélassié à la SDN

### Liste des épisodes par ordre chronologique
| Date de l'évènement historique | Nom de l'épisode                            | Saison |
| ------------------------------ | ------------------------------------------- | ------ |
| 18000 av. J.-C.                | La grotte de Lascaux                        | 3      |
| 1348 av. J.-C.                 | L'événement d'Akhenaton                     | 3      |
| 21 avril 753 av. J.-C.         | La fondation de Rome                        | 2      |
| 399 av. J.-C.                  | Le Procès de Socrate                        | 2      |
| 13 juin 323 av. J.-C.          | Mort d'Alexandre                            | 1      |
| 221 av. J.-C.                  | Fondation de l'empire chinois               | 4      |
| 52 av. J.-C.                   | Alésia                                      | 3      |
| 33                             | Crucifixion de Jésus                        | 1      |
| 79                             | La destruction de Pompéi                    | 1      |
| 212                            | L'édit de Caracalla                         | 4      |
| 315                            | La donation de Constantin                   | 2      |
| 24 septembre 622               | L'an 1 de l'Islam                           | 1      |
| 751                            | Les Arabes s'arrêtent à Talas               | 2      |
| 1000                           | L'an mil                                    | 3      |
| 25 août 1270                   | La mort de Saint-Louis                      | 2      |
| 1324                           | Le pèlerinage de Mansa Moussa               | 3      |
| 1347                           | La Peste noire                              | 1      |
| 1431                           | La chute d'Angkor                           | 1      |
| 29 mai 1453                    | La prise de Constantinople                  | 2      |
| 1492                           | Un nouveau Monde                            | 1      |
| 1526                           | Babur s'empare de l'Inde à Panipat          | 3      |
| 14 mai 1610                    | L'assassinat d'Henri IV                     | 2      |
| 4 juillet 1776                 | La déclaration de l'Indépendance américaine | 2      |
| 20 juin 1789                   | Le Serment du Jeu de paume                  | 1      |
| 7 septembre 1812               | La bataille de Borodino/La Moskova          | 3      |
| 1848                           | Le Printemps des peuples                    | 2      |
| Octobre 1860                   | Le sac du Palais d'Été de Pékin             | 2      |
| 1911                           | La conquête du Pôle Sud                     | 3      |
| 6 août 1945                    | Hiroshima                                   | 1      |
| 17 octobre 1961                | Un massacre colonial à Paris                | 3      |
| 11 septembre 1973              | L'autre 11 septembre                        | 3      |
| 11 février 1990                | Libération de Nelson Mandela                | 1      |